# Меша стела
Стела цара Меша, позната и као „Моавски камен“ је артефакт од црног базалта са натписом из средине 9. века пре нове ере из доба моавског цара Меше (библијски Меша – 2. Цар. 3:4) у знак сећања на његове победе и побуну против северног краљевства Израела, које је починио после смрти цара Ахава. Садржај натписа је захвално обраћање цара Меше моавском богу Кемошу, који му је помогао у борби против непријатеља и уз помоћ којег је Меша проширио и ојачао своју државу. У знак захвалности за то, он, Меша, му је саградио „ово светилиште“, односно оно у коме је подигнут камен. Истовремено, краљ користи прилику и набраја шта је све учинио за свој народ у ратовима и у миру. Међу својим непријатељима Меша наводи израелског цара Омрија, који је дуго угњетавао Моавце, „јер је Кемош био љут на своју земљу“.
Ово је најдетаљнији познати натпис о северном краљевству Израела.
Открио га је алзашки свештеник Ф. А. Клајн у августу 1868. у Дибану (библијски Дивон, главни град Моава) у модерном Јордану. Годину дана касније, локални Арапи, који су чули да се стела односи, разбили су је на много делова. На срећу, Клермон-Гано је претходно направио одлив од папира од стеле, што је омогућило касније прикупљање и рестаурацију значајног дела артефакта. Величина стеле: висина - 124 цм, ширина - 71 цм. Горњи углови су заобљени. Има благо сужење према врху. Чува се у музеју Лувр у Паризу од 1873. године.
Оригинални моавски натпис имао је више од 35 редова, од којих је првих 30 одлично очувано, остали редови су фрагменти фраза, а најмање два последња реда су потпуно изгубљена. Натпис је направљен у једном од облика феничанског алфабета, али има своје карактеристике. Слово кхет, које се често налази у стели, разликује се по облику од традиционалног стила.
Меша стела је најдужи натпис из гвозденог доба икада пронађен у региону, главни доказ за моавски језик и јединствен запис о војним кампањама. Повод је било подизање светилишта за Кемоша у Кархоу, акропољу (цитадели) у Дибону, Мешиној престоници, у знак захвалности за његову помоћ против Мешиних непријатеља. Чемошу се приписује важна улога у Мешиним победама, али се не помиње у вези са његовим грађевинским активностима, што одражава кључну потребу да се ода признање богу нације у националној борби на живот и смрт. Чињеница да би за реализацију бројних грађевинских пројеката биле потребне године сугерише да је натпис настао много после војних похода, или барем већине њих, а извештај о тим походима одражава краљевску идеологију која жели да се краљ представи као послушни слуга божји. Краљ такође тврди да делује у националном интересу уклањањем израелског угњетавања и враћањем изгубљених земаља, али пажљиво читање наратива оставља нејасним да ли су све освојене територије раније биле Моавске – у три приче о кампањи, не наводи се експлицитно претходна контрола Моава.